# Albert Moeser
Georg Friedrich Albert Moeser, född den 7 maj 1835 i Göttingen, död den 27 februari 1900 i Dresden, var en tysk skald.
Moeser studerade först juridik, därefter filosofi och filologi, och blev 1862 lärare vid Krauseska institutet i Dresden. Han fick därefter anställning i Bielefeld, men vände tillbaka till Dresden, där han 1882–1895 var verksam som överlärare vid Wettinska gymnasiet. Han var en smakfull och formfulländad lyriker, som utgav en rad diktsamlingar, som Gedichte (1864), Neue Sonette, Nacht und Sterne, Schauen und Schaffen, Singen und Sagen, Aus der Mansarde. Hans dikter färgas ofta av elegiska stämningar och pessimistiska åskådningar. Han stod Hamerling nära. Bland hans översättningar märks särskilt arbeten av Pol de Mont.